# Seppo Vaihela
Seppo Vaihela, född 1953,  är en svensk idrottsledare och tidigare bandyspelare och fotbollsspelare.
Bandy spelade han i 14 år med IFK Kungälv, Ale-Surte BK och svenska landslaget. Därefter var han ordförande för IFK Kungälv, och 2002-2006 var han ordförande för Svenska Bandyförbundet. Han var också vice president för det internationella bandyförbundet.
Fotboll spelade han för IK Kongahälla och Ytterby IS. 2006 valdes han in i IFK Göteborgs styrelse och den 1 september 2007 tillträdde han som klubbdirektör för IFK Göteborg. I november 2012 lämnade Vaihela posten.
Seppo Vaihelas far var Jorma Vaihela, som spelade 34 matcher för det finska landslaget i fotboll. 